# Karambol
Karambol je kulečníková hra, která se hraje na malém (210 × 105 cm) nebo závodním (284 × 142 cm) kulečníkovém stole bez děr, s tágem a třemi nebo čtyřmi koulemi. Karambolem je myšlena srážka hracích koulí. Střílí se do červené.

## Pravidla hry pro karambol se třemi koulemi

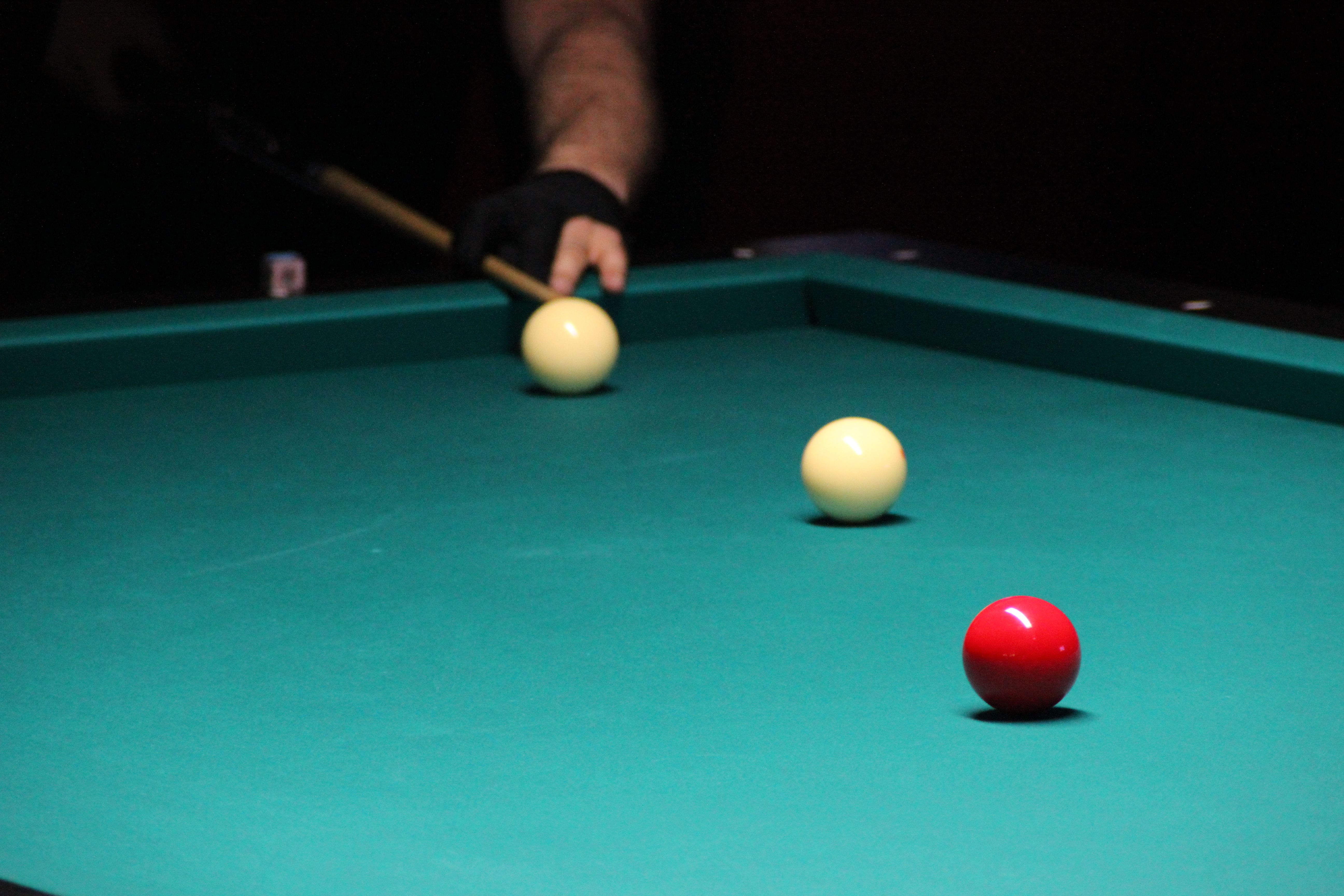
Hra karambol

1. Cílem hry je sehrát co nejvíce karambolů.
2. Každý karambol má hodnotu 1 bodu.
3. Strk je posun koule č. 1, tj. úvodní fáze karambolu.
4. Karambol je standardní herní situace, při které koule č. 1 se dotkne koulí č. 2 a 3, všechny koule se zastavily a v průběhu akce se nestala žádná chyba.
5. Koule, kterou zasáhne hráčova koule jako prvou, se nazývá koulí č. 2. Zbývající koule má č. 3. Koule č. 2 a č. 3 jsou také uváděny jako „cizí koule“.

V karambolu se dále rozlišují jednotlivé disciplíny, např. volná hra, kádr, jednoband, trojband a exhibiční kulečník.

Zakázané zony pro volnou hru

## Disciplíny
Volná hra
Ve volné hře může hráč sehrát v jednom sledu neomezený počet karambolů, a to až do výše limitu určujícího délku zápasu. Při hře může neomezeně využívat celé hrací plochy mimo zakázaných rohů.
Kádrové hry
Kádrové hry mají dva základní způsoby hry v zakázaných polích: Na jeden nebo dva karamboly uvnitř zakázaného pole.
Čáry rozdělují plochu na různě velké pole (kádry). Velikost těchto kádrů je určena druhem kádrové disciplíny a velikostí stolů. Číslo označující kádrovou disciplínu je totožné s délkou kádrového čtverce (čtyři čtverce v rozích hrací plochy) a udává se v cm. U paty všech kádrových čar při mantinelech jsou nakresleny kotvové čtverce, které zasahují do obou kádrových polí.
Jednoband
Při jednobandu se musí hráčova koule dotknout nejméně jednoho mantinelu před dokončením karambolu, tj. před zásahem koule č. 3. Přitom je lhostejné, je-li hráno způsobem koule č. 2 – mantinel(y) – koule č. 3, nebo mantinel(y) – koule č. 2 a 3, popřípadě mantinel(y) – koule č. 2 – další mantinel(y) – koule č. 3. Pro tuto soutěžní disciplínu se nevyznačují na hrací ploše žádné zakázané plochy.

Zakázané zony pro kádrové hry

Trojband

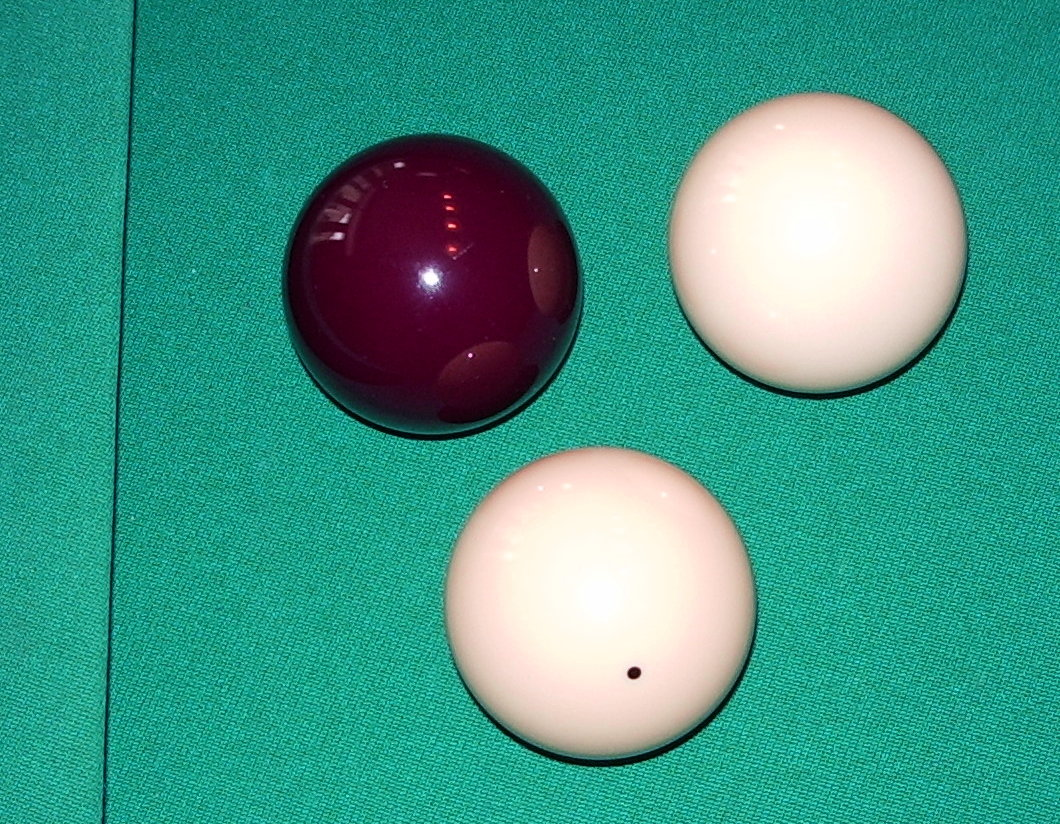
koule na karambol

Při trojbandu se musí hráčova koule dotknout nejméně třikrát jednoho či více mantinelů před dokončením karambolu, tj. před zásahem koule č. 3. Přitom je lhostejno, je-li hráno způsobem koule č. 2 – mantinely – koule č. 3, nebo mantinely koule č. 2 a 3 nebo mantinely koule č. 2 – mantinely – koule č. 3. Rovněž pro tuto soutěžní disciplínu se nevyznačují na hrací ploše žádná zakázaná pole.

## Úspěchy
Nejúspěšnější český (československý) hráč sportovního kulečníku je s počtem 50 titulů mistra ČR Zoltán Kováč.
Několika českým hráčům se podařilo uspět i na evropské scéně.
- Radovan Hájek – 1. místo ME seniorů trojband malý stůl 2017[2]
- Martin Boháč, Radovan Hájek (AKK Brno) – 3. místo ME dvojic trojband 2017[2]
- Ondřej Hošek – 1. místo ME juniorů volná hra 2016[3]
- Ondřej Hošek – 3. místo ME juniorů volná hra 2015[4], 1. Místo ME juniorů volná hra 2016
- Marek Faus, Eddy Leppens, Wolfgang Zenkner (BC Vítkov Prague) – 1. místo ME týmů Rosmalen 2015[5], 1. místo ME týmů TD Praha 2016[6]
- Milan Ettel – 3. místo ME kadetů trojband Leuven 2016[7]
- Ivo Gazdoš, Miroslav Bača (BC Havířov) – 3. místo ME dvojic trojband Brandenburg 2015[8]
- Adam Kozák – 3. místo ME juniorů volná hra 2013[9], 3. místo ME juniorů volná hra 2015[4]
- Adam Bača – 2. místo ME kadetů Welberg (NL) volná hra 2010[10], 2. místo ME juniorů Deurne (BE) volná hra 2014[11]
- Adam Bača, Adam Kozák, Richard Vintrocha (BC Vítkov Prague) 2. místo ME juniorů družstev volná hra 2014 Dudelange (Lux)[12]
- Marek Faus – 1. místo ME juniorů volná hra 1994, 3. místo ME kádr 71/2 2005, 2. místo ME kádr 71/2 2007, 3. místo ME kádr 47/2 2009, 2. místo ME kádr 71/2 2009, 2. místo ME kádr 71/2 2013[13]
- Marek Faus, Pavel Böhm, Janis Ziogas (BC Vítkov Prague) – 3. místo ME družstev kádr 47/2, kádr 71/2, jednoband 2013[14]
- Ondřej Hošek, Adam Bača, Adam Kozák (BC Ponětovice) – 1. místo ME juniorů družstev volná hra 2013[15]
- Adam Kozák, Ondřej Hošek, Adam Bača (BC Ponětovice) – 1. místo ME juniorů družstev volná hra 2011[16]
- Pavel Böhm - 2. místo ME juniorů volná hra + kádr 47/2 2008 a 2009, 3. místo ME juniorů volná hra + kádr 47/2 2010
- Vlastislav Tauterman – 1. místo ME juniorů volná hra 2000
- Josef Červenka – 3. místo ME juniorů 47/2 1996

## Pravidla hry pro karambol se čtyřmi koulemi
Karambol se čtyřmi koulemi je česká specialita a zpravidla se hraje pouze na tzv. malém stole, tj. o rozměrech 210 cm × 105 cm, případně na stolech o ještě menším rozměru. Někdy bývá hra se čtyřmi koulemi nazývána též jako hospodský karambol. Hra se hraje se čtyřmi koulemi, z nichž hrací koule K1 je zpravidla červená a s touto koulí hrají vždy všichni hráči. Barva hrací koule závisí na dohodě zúčastněných (a protože hrací koule K1 je všem společná, mohou se hry účastnit i vícečlenné týmy).
Koule, na které hráč svou hrací koulí míří a jež se snaží trefit, jsou rozdílných barev a nazývají se „cizí koule“, přičemž pořadí trefení jednotlivých barev není pro hru podstatné. Podstatné je, kolik cizích koulí hráč zasáhl svou (zpravidla červenou) koulí a zda byl před zásahem první z koulí nejprve trefen mantinel (jinak také buzar), či nikoliv. Pokud je totiž trefen nejprve mantinel a teprve poté nějaké koule (nejméně 2), bodové hodnocení se násobí dvěma.
Hráči si před hrou určí limit karambolů a hráč, který bodového limitu dosáhne jako první, vyhrává hru. Pokud se hráči během hry nepodaří svou (zpravidla červenou) koulí trefit korektním způsobem alespoň dvě libovolné cizí koule, pokračuje soupeř ze vzniklé pozice. Takto se hráči střídají, dokud jeden z nich nedosáhne předem domluveného limitu karambolů.
V karambolové hře se čtyřmi koulemi je povoleno hrát na celé ploše stolu a nejsou zde žádné zakázané zóny.
Pokud se během hry dvě či více koulí „nalepí“ (neboli lpí) k sobě tak, že mezi nimi není viditelná mezera, existují dvě možnosti:
1. K1 lpí s jednou či více cizími koulemi – obecná pravidla nařizují hrát směrem „od koulí“ tak, aby se ani jedna z nich nepohnula a K1 se zároveň vrátila tak, aby byl dosažen karambol, tj. zásah alespoň dvou cizích koulí.
2. Lpí dvě či tři cizí koule – některé drsné varianty pravidel na takové seskupení pohlížejí jako na „jednu kouli“ a karambol připouštějí pouze v situacích, kdy se jedna či dvě zasažené koule oddělí od zbytku, aniž se zbytek pohne a hráčova koule K1 nárazem do nehybného zbytku dokončí karambol.

Výše naznačené záludnosti jsou běžné, liší se region od regionu a mají bezpočet variant. Hráči bývá např. upíráno právo započítat si tzv. „kopané“ karamboly, tedy body ze situace, kdy se hráčova koule K1 před dosažením karambolu nevyhne vícenásobnému dotyku s libovolnou „cizí“ koulí či koulemi. Jindy bývá na závěr partie vyžadován tzv. závěrečný strk „koule – mantinel – koule“ či přesné dosažení limitu; to znamená, že chybí-li hráči do konce např. 1 bod, nesmí závěrečným strkem zahrát bodů více (2, 10 či 20). Lze se setkat i se situacemi, kdy se hráči, který limit partie výše naznačeným způsobem „přehrál“, snižuje dosažené skóre o body zahrané navíc. Příklad: Hráč v partii na 200 bodů dosáhl skóre 199. Posledním strkem však zasáhne všechny 3 cizí koule a dosáhne tak zisku 10 bodů namísto požadovaného 1 bodu. Nad limit partie mu tedy přebývá 9 bodů; pak jeho skóre podle této logiky klesá na 191 bodů a ke stolu jde soupeř. Další z možných pravidel hovoří o tzv. „podepsání“ náběhu; jde o to, že hráč, který na závěr svého náběhu (návštěvy u stolu kdykoli během hry) netrefí ani jednu z cizích koulí (tj. se "nepodepíše"), ztrácí všechny body v tomto náběhu dosažené a nesmí si je připsat.

### Bodové hodnocení karambolů
1. hráč zasáhne červenou koulí dvě libovolné koule – 1 bod
2. hráč zasáhne červenou koulí všechny tři koule – 10 bodů
3. hráč zasáhne nejprve mantinel a poté dvě libovolné koule – 2 body
4. hráč zasáhne nejprve mantinel a poté všechny tři koule – 20 bodů
5. hráč vyšťouchne kouli z hrací plochy - (-5) bodů